# Santissimo Sudario dei Piemontesi
Santissimo Sudario dei Piemontesi, även benämnd Santissimo Sudario all'Argentina, är en kyrkobyggnad i Rom, helgad åt Jesu Kristi svepeduk. Kyrkan är belägen i Rione Sant'Eustachio och tillhör församlingen Santi Biagio e Carlo ai Catinari. Santissimo Sudario är piemontesernas kyrka i Rom.

## Historia
På 1300-talet fanns på denna plats den lilla kyrkan San Luigi, som var helgad åt Ludvig IX av Frankrike. Omkring år 1537 grundade savojarder, piemonteser och personer från Nice i Rom Compagnia della Santissimo Sindone, det vill säga Den allra heligaste svepedukens sällskap. Den 2 juni 1597 upphöjde påve Clemens VIII sällskapet till arciconfraternita, ärkebrödraskap. Senare samma år överläts San Luigi-kyrkan åt ärkebrödraskapet, vilket dock ansåg kyrkan för liten. På grund av detta samt bygget av basilikan Sant'Andrea della Valle, revs San Luigi. På uppdrag av Karl Emanuel I av Savojen lades 1604 den nya kyrkans grundsten. Den stod färdig året därpå och konsekrerades den 23 maj 1606 av biskop Vincenzo Giustiniani.
År 1659 insåg ärkebrödraskapet, att man behövde bygga till kyrkan och förstärka dess murar. En angränsande tomt inköptes och arbetet med restaureringen och ombyggnaden leddes av arkitekten Carlo Rainaldi. Arbetena utfördes i två etapper: 1660–1667 och 1682–1692 och kyrkan kom att bli Rainaldis sista arkitektoniska åtagande i Rom.
Den 19 april 1665 firades i kyrkan kanoniseringen av Frans av Sales, som härstammade från Savojen. År 1750 genomfördes en restaurering, då även interiören smyckades med stuckarbeten och målningar. I juli 1799, under den franska ockupationen av Rom, plundrades kyrkan och stängdes. Två år senare kunde kyrkan återöppnas, i närvaro av Karl Emanuel IV och Marie Clotilde. En del av de bortförda konstskatterna återställdes. År 1807 stängdes dock kyrkan ånyo och användes som förråd och verkstad. I juni 1814, då fransmännen hade lämnat Rom, öppnades kyrkan åter.
År 1869 förlänades Santissimo Sudario åt don Giovanni Bosco och två år senare, den 16 november 1871, återkonsekrerades kyrkan efter en restaurering ledd av arkitekten Giacomo Monaldi. Åren 1956–1957 genomfördes en genomgripande restaurering  under arkitekten Gustavo Costanzi och ingenjören Darvinio Cecchetti.

## Exteriör
Fasaden har två våningar. Den nedre våningen har tre axlar. Ingångsportalen kröns av ett segmentbågeformat pediment och flankeras av dubbla pilastrar med korintiska kapitäl. Sidoaxlarnas portar har fönster krönta av gavelkornischer. Pilastrarna bär upp ett entablement med en kraftigt profilerad kornisch.
Den övre våningen har endast en axel och har dubbla pilastrar med joniska kapitäl. Fasadens storform avslutas med ett triangulärt pediment som hyser det av tvenne lejon hållna Huset Savojens vapen i relief.

## Interiör
Den rektangulära interiören har två sidokapell. De olika axlarna avdelas av kompositapilastrar och -kolonner i röd marmor som bär upp ett entablement med en fris i grön marmor. Även väggarna är beklädda med grön marmor. Ett tunnvalv täcker både långhuset och koret. Takets mittparti är smyckat med en fresk som framställer de savojardiska helgonens förhärligande. Denna fresk och de övriga utfördes av Cesare Maccari år 1873.

### Kor
Korets altarädikula har fyra joniska kolonner, vilkas kapitäl är smyckade med bevingade puttohuvuden. Ädikulan har längst upp en högrelief föreställande Gud Fadern, utförd av Antonio Raggi. Reliefen omgärdas av ett segmentbågeformat pediment och rosa pilastrar. Nedanför Gud Fadern har änglar och putti samlats. Mellan ädikulans entablement och skulpturerna visas en kopia av den heliga svepningen. Högaltarmålningen Kristi gravläggning är ett verk av Antonio Gherardi från 1682. Runt Jesus Kristus, som tas om hand av änglar, befinner sig heliga och saliga från Savojen: helige Maximus av Turin, saliga Margareta av Savojen, helige Mauritius av Savojen, saliga Ludovica av Savojen och salige Amadeus IX av Savojen.
På korets sidoväggar har Cesare Maccari utfört freskerna Påve Urban II och den helige Anselm av Canterbury vid konciliet i Bari och Mötet mellan den helige Frans av Sales och den salige Giovanni Giovenale Ancina i Carmagnola.

### Sidokapell
Höger sidokapell är invigt åt den helige Frans av Sales och dess altarmålning, Den helige Frans av Sales förhärligande, är ett verk av Carlo Cesi. Vänster sidokapell är invigt åt den salige Amadeus IX av Savojen och dess altarmålning Jungfru Maria och Barnet uppenbarar sig för den salige Amadeus av Savojen är utförd av Giovanni Domenico Cerrini.

### Sakristia
I sakristian bevaras bland annat fresken Mater Misericordiae, ett arbete av den romerska senmanieristiska skolan. I korridoren till sakristian finns Benedetto Maurizio av Savojens (1741–1808) gravmonument, hitflyttat från den år 1929 rivna kyrkan San Nicola dei Cesarini. Monumentet utfördes år 1809 av Felice Festa.

## Bilder
| - Santissimo Sudario dei Piemontesi (nummer 774 vid den röda pilen) på Giovanni Battista Nollis Rom-karta från år 1748. Övriga avbildade sakrala byggnader (i urval): 631) Sant'Elisabetta dei Fornari, 768) Santi Cosma e Damiano dei Barbieri, 769) Oratorio dei Santi Cosma e Damiano dei Barbieri, 772) San Giuliano dei Fiamminghi 775) Sant'Andrea della Valle och 784) Santa Maria in Monterone. - Santissimo Sudario dei Piemontesi på en karta från år 2016. |